# Liste des cathédrales du Tchad
Cette page recense les cathédrales du Tchad. 

## Liste
La liste suivante recense les cathédrales de l'Église catholique au Tchad.
| Cathédrale                                      | Ville     | Diocèse   | Coordonnées                       | Illustration |
| ----------------------------------------------- | --------- | --------- | --------------------------------- | ------------ |
| Cathédrale Sainte-Thérèse                       | Doba      | Doba      | 8° 39′ 32″ nord, 16° 51′ 25″ est  |              |
| Cathédrale Sainte-Marie-des-Anges               | Goré      | Goré      | 7° 55′ 57″ nord, 16° 37′ 58″ est  |              |
| Cathédrale de la Sainte-Famille                 | Laï       | Laï       | 9° 23′ 34″ nord, 16° 17′ 45″ est  |              |
| Cathédrale Saint-Ignace                         | Mongo     | Mongo     | 12° 10′ 43″ nord, 18° 40′ 51″ est |              |
| Ancienne cathédrale du Sacré-Cœur               | Moundou   | Moundou   | 8° 33′ 45″ nord, 16° 04′ 12″ est  |              |
| Cathédrale du Sacré-Cœur                        | Moundou   | Moundou   | 8° 34′ 02″ nord, 16° 05′ 34″ est  |              |
| Cathédrale Notre-Dame                           | N'Djaména | N'Djaména | 12° 06′ 41″ nord, 15° 02′ 14″ est |              |
| Cathédrale Saint-Pierre-et-Saint-Paul           | Pala      | Pala      | 9° 21′ 30″ nord, 14° 54′ 10″ est  |              |
| Cathédrale Notre-Dame-de-l'Immaculée-Conception | Sarh      | Sarh      | 9° 08′ 42″ nord, 18° 23′ 02″ est  |              |